# Melicope dicksoniana
Melicope dicksoniana är en vinruteväxtart som beskrevs av Thomas Gordon Hartley. Melicope dicksoniana ingår i släktet Melicope och familjen vinruteväxter. Inga underarter finns listade i Catalogue of Life.